# 沙乌尔翠雀花
沙乌尔翠雀花（学名：Delphinium shawurense）是毛茛科翠雀属的植物，是中国的特有植物。分布于中国大陆的新疆等地，生长于海拔2,240米的地区，多生长在山地松林中，目前尚未由人工引种栽培。

## 异名
- Delphinium shawurense W. T. Wang var. pseudoaemulans (C. Y. Yang et B. Wang) W. T. Wang